# Fârdea
Fârdea là một xã thuộc hạt Timiș, România. Dân số thời điểm năm 2002 là 1920 người.